# Kei Satō
Kei Satō (佐藤 慶 Satō Kei?)  fue un actor y narrador japonés. Nació en Aizu.  

## Carrera
Es conocido por su trabajo con el director japonés de New Wave, Nagisa Oshima, y por varias películas con Kaneto Shindo, como Onibaba y Kuroneko. Ganó el premio al mejor actor de Kinema Junpo por las películas Gishiki y Nihon no akuryō. También trabajó como narrador para muchos documentales, tanto en televisión como en cine. 

En 1981 apareció en la película Daydream realizando una escena de sexo no simulada con la actriz Kyoko Aizome. La participación de un actor principal en una película hardcore hizo una buena cobertura de prensa y atrajo al público al cine "en masa".

## Filmografía

### Películas
| Año  | Título                                         | Papel                    | Notas |
| ---- | ---------------------------------------------- | ------------------------ | ----- |
| 1959 | La condición humana                            | Shinjo                   |       |
| 1960 | Seishun Zankoku Monogatari                     | Akira Matsuko            |       |
| 1960 | Taiyô no hakaba                                | Sakaguchi                |       |
| 1960 | Nihon no Yoru to Kiri                          | Sakamaki                 |       |
| 1962 | Harakiri                                       | Masakatsu Fukushima      |       |
| 1962 | Ningen                                         | Hachizo                  |       |
| 1963 | Bushidō zankoku monogatari                     |                          |       |
| 1963 | Sanada fūunroku                                | Ōno Harunaga             |       |
| 1964 | Onibaba                                        | Hachi                    |       |
| 1964 | Kwaidan                                        | Samurai fantasma         |       |
| 1965 | Akumyo Nobori                                  | Endo                     |       |
| 1965 | Ibun Sarutobi Sasuke                           | Takanosuke Nojiri        |       |
| 1965 | Etsuraku                                       | Inspector de policía     |       |
| 1966 | Hakuchû no tôrima                              | Eisuke Oyamada           |       |
| 1966 | Dai-bosatsu Tōge                               | Kamo Serizawa            | [ 4 ] |
| 1966 | Zatōichi no uta ga kikoeru                     | Boss Gonzo               |       |
| 1967 | Ninja Bugei-Chō                                | Sakagami Shuzen (voz)    |       |
| 1967 | Muri shinju: Nihon no natsu                    | Otoko                    |       |
| 1968 | Kōshikei                                       | Guardia de la prisión    |       |
| 1968 | Kuroneko                                       | Raiko                    |       |
| 1968 | Shinjuku Dorobō Nikki                          | Actor Kei Satō           |       |
| 1968 | Kaette kita yopparai                           | Y Chong-iru - I Chong-il |       |
| 1968 | Nihon no Seishun                               | Suzuki                   |       |
| 1970 | Onna Gokuakuchō                                |                          |       |
| 1971 | Gishiki                                        | Sakurada Kazuomi         |       |
| 1973 | Shin Zatôichi monogatari: Kasama no chimatsuri | Magistrado               |       |
| 1973 | Goyôkiba: Kamisori Hanzô jigoku zeme           | Shobei Hamajima          |       |
| 1976 | Yakuza no Hakaba: Kuchinashi no Hana           |                          |       |
| 1978 | Satsujin Yugi                                  |                          |       |
| 1978 | El imperio de la pasión                        |                          |       |
| 1979 | Yomigaeru kinrō                                | Shimizu                  |       |
| 1979 | Taiyō o Nusunda Otoko                          | Dr. Ichikawa             |       |
| 1981 | Daydream                                       | Dentista                 |       |
| 1981 | Rengo kantai                                   | Shigenori Kami           |       |
| 1984 | Godzilla                                       | Gondo                    |       |
| 1999 | Kin'yû fushoku rettô: Jubaku                   | Takashi Hisayama         |       |
| 2005 | Gerumaniumu no yoru                            | Togawa                   |       |
| 2009 | Kaiji: Jinsei Gyakuten Game                    | Kazutaka Hyōdō           |       |

### Televisión
| Año     | Título                    | Papel                 | Red | Notas         |
| ------- | ------------------------- | --------------------- | --- | ------------- |
| 1965    | Taikōki                   | Akechi Mitsuhide      | NHK | Drama Taiga   |
| 1967    | Shiroi Kyotō              | Goro Zaizen           | RED | Rol principal |
| 1973    | La frontera azul          | Cao Chiu              | NTV |               |
| 1983    | Tokugawa Ieyasu           | Takeda Shingen        | NHK | Drama Taiga   |
| 1984    | Mujaki na Kankei          |                       | TBS |               |
| 1985–86 | Sanada Taiheiki           |                       | NHK |               |
| 1988    | Takeda Shingen            | Abe Katsuyoshi        | NHK | Drama Taiga   |
| 1993–94 | Homura Tatsu              | Minamoto no Yoriyoshi | NHK | Drama Taiga   |
| 1995    | Hachidai Shōgun Yoshimune | Arai Hakuseki         | NHK | Drama Taiga   |
| 2000    | Aoi Tokugawa Sandai       | Mashita Nagamori      | NHK | Drama Taiga   |
| 2007    | Fūrin Kazan               | Seiin                 | NHK | Drama Taiga   |